# Saint-Martin-d’Ollières
Saint-Martin-d’Ollières – miejscowość i gmina we Francji, w regionie Owernia-Rodan-Alpy, w departamencie Puy-de-Dôme.
Według danych na rok 1990 gminę zamieszkiwało 169 osób, a gęstość zaludnienia wynosiła 12 osób/km² (wśród 1310 gmin Owernii Saint-Martin-d’Ollières plasuje się na 679. miejscu pod względem liczby ludności, natomiast pod względem powierzchni na miejscu 660.).